# Petra Csabi
Petra Csabi (* 11. Juni 2002) ist eine tschechische Tennisspielerin.

## Karriere
Csabi begann mit sechs Jahren das Tennisspielen und bevorzugt Hartplätze. Sie spielt vor allem Turniere der ITF Women’s World Tennis Tour, wo sie bislang einen Titel im Doppel gewinnen konnte.

## Turniersiege

### Doppel
| Nr. | Datum            | Turnier  | Kategorie | Belag   | Partnerin        | Finalgegnerinnen                      | Ergebnis  |
| --- | ---------------- | -------- | --------- | ------- | ---------------- | ------------------------------------- | --------- |
| 1.  | 6. November 2021 | Solarino | ITF W15   | Teppich | Karolína Vlčková | Federica Arcidiacono Giulia Crescenzi | 7:65, 6:1 |